# Bruun & Hjejle
Bruun & Hjejle er et dansk advokatfirma i København, som bistår virksomheder, fonde og offentlige myndigheder med transaktioner, retssager og rådgivningsopgaver i Danmark.
Firmaet fokuserer på virksomhedstransaktioner (M&A), finansiering, fast ejendom, proces og offentlig regulering.
Et eksempel på deres arbejde er sammenfatningen i forbindelse med Elbit-sagen.